# Jüdische Gemeinde Hengstfeld
Die Jüdische Gemeinde in Hengstfeld, einem Ortsteil der Gemeinde Wallhausen im Landkreis Schwäbisch Hall in Baden-Württemberg, bestand bis 1898/1904, zuletzt als Filiale der jüdischen Gemeinde Michelbach an der Lücke.

## Geschichte
Bereits 1588 werden einzelne Juden am Ort genannt. Die Entstehung der jüdischen Gemeinde geht auf Anfang des 18. Jahrhunderts zurück, 1735 wurden 15 jüdische Familien am Ort gezählt. Mitte des 19. Jahrhunderts wurde die höchste Zahl jüdischer Einwohner in Hengstfeld erreicht. Danach nahm die jüdische Gemeinde durch Ab- und Auswanderung rasch ab. 
Die jüdische Gemeinde Hengstfeld besaß eine Synagoge und eine jüdische Schule, die seit 1835 in einem Privathaus untergebracht war. 1843/44 wurde in der Nähe der Synagoge ein Schulhaus mit Lehrerwohnung, Gemeindezimmer und einem rituellen Bad erbaut. Dieses Gebäude in der Kurze Straße 5 ist als Wohnhaus erhalten. 
Die Toten der jüdischen Gemeinde Hengstfeld wurden zunächst auf dem jüdischen Friedhof in Schopfloch und seit 1840 auf dem jüdischen Friedhof in Michelbach an der Lücke beigesetzt. 
Die jüdische Gemeinde Hengstfeld hatte zeitweise einen Religionslehrer angestellt, der zugleich als Vorbeter und Schochet tätig war.      
Die jüdischen Einwohner von Hengstfeld übten bis Ende des 19. Jahrhunderts folgende Berufe aus:  Metzgerei Familie Alexander (Kurze Straße 1), Pferdehandlung Familie Eichberg I (Hauptstraße 123), Pferdehandlung Familie Eichberg II (Hauptstraße 154) und Getreidehandlung Familie Rosenfeld (Marktweg 2).  

## Gemeindeentwicklung
| Jahr    | Jüdische Gemeindemitglieder | Gesamteinwohnerschaft |
| ------- | --------------------------- | --------------------- |
| 1811    | 54                          | 658 Einwohner         |
| 1823    | 70                          | 710 Einwohner         |
| 1828    | 78                          | 758 Einwohner         |
| 1840    | 110                         | 781 Einwohner         |
| 1847    | 119                         | 803 Einwohner         |
| 1861    | 99                          | 833 Einwohner         |
| 1871    | 80                          | 914 Einwohner         |
| 1889    | 62                          | 876 Einwohner         |
| 1896    | 42                          | 831 Einwohner         |
| um 1905 | 10                          | 806 Einwohner         |

## Nationalsozialistische Verfolgung
Das Gedenkbuch des Bundesarchivs verzeichnet vier in Hengstfeld geborene jüdische Bürger, die dem Völkermord des nationalsozialistischen Regimes zum Opfer fielen.